# Patrick Coveney
Patrick Coveney (Condado de Cork, Irlanda, 29 de julio de 1934-Crosshaven - Churchbay, 22 de octubre de 2022) fue un arzobispo católico irlandés.  

## Biografía
Nació en la parroquia de Tracton Abbey en la diócesis de Cork, Irlanda.
Hizo los estudios de filosofía y teología en Maynooth, Irlanda (1952–1957), donde consiguió el grado académico de Bachelor of Arts en las lenguas y la literatura clásicas, y en el Pontificio Colegio Irlandés en Roma (1957–1959), donde obtuvo la Licenciatura en Teología de la Pontificia Universidad Lateranense.
Fue ordenado presbítero para su diócesis natal en la Archibasílica de San Juan de Letrán en Roma el 21 de febrero de 1959 por el arzobispo vicegerente Luigi Traglia.
De 1959 hasta 1960 trabajaba en el servicio pastoral de la parroquia católica de Kidlington cerca de Oxford, Inglaterra y después, de 1960 hasta 1966, como profesor de lenguas clásicas en el seminario menor diocesano de san Finbar en Cork. Cuando se introdujo en la celebración de la misa el uso de las lenguas vernáculas, curó la edición de un leccionario en inglés.

### Servicio de la Santa Sede en Roma
En el mes de setiembre de 1966 aceptó la invitación de ir a Roma al servicio de la sección para el idioma inglés de la Secretaría de Estado de la Santa Sede. A veces actuaba como intérprete en las audiencias de Pablo VI, como cuando este papa recibió a los tres astronautas de la misión espacial Apolo 11, que logró que por primera vez un ser humano caminara en la superficie de la Luna.
Al estar en Roma, obtuvo el título académico de Doctor en Derecho Canónico de la Pontificia Universidad Lateranense y, después de asistir a los cursos de la Academia Pontificia Eclesiástica, fue inscrito en el servicio diplomático de la Santa Sede en 1971.

### Servicio en las nunciaturas
Fue nombrado secretario de la Nunciatura Apostólica en Buenos Aires en 1972.  Volvió a trabajar en la Secretaría de Estado de la Santa Sede de 1976 hasta 1982. Fue consejero de las Nunciaturas Apostólicas en Nueva Delhi (1982–1984) y Jartum (1984–1985).
El día 27 de julio de 1985 fue nombrado arzobispo titular de Satriano, nuncio apostólico en Zimbabue y delegado apostólico en Mozambique. Recibió la consagración episcopal el 15 de setiembre del mismo año en la catedral de Santa María y Santa Ana (Cork), a manos de su consagrante principal el cardenal Agostino Casaroli y de sus co-consagrantes: monseñores Gaetano Alibrandi, nuncio apostólico en Irlanda, y Michael Murphy, obispo de la diócesis de Cork y Ross. En Harare, capital de Zimbabue, representó a la Santa Sede en la VIII Conferencia Cumbre (1-6 de setiembre de 1986) del Movimiento de Países No Alineados.
El día 25 de enero de 1990 Coveney pasó a ser nuncio apostólico en Etiopía, cargo al que fueron más tarde añadidos los de delegado apostólico en Yibuti (26 de marzo de 1992) y de nuncio apostólico en Eritrea (30 de setiembre de 1995).
El día 27 de abril de 1996 fue designado nuncio apostólico en Nueva Zelanda, Samoa, Tonga e Islas Marshall y delegado apostólico en las islas del Océano Pacífico. Más tarde en el mismo año se hizo también nuncio apostólico en Fiyi, Kiribati, Estados Federados de Micronesia, Vanuatu y Nauru, y en 2001 nuncio apostólico en las Islas Cook y Palaos. En este período él representó la Santa Sede en la inauguración de Chen Shui-bian como presidente de la República de China (Taiwán) el 18 de mayo de 2004.
Su último nombramiento diplomático (25 de enero de 2005) fue como nuncio apostólico en Grecia. El 5 de noviembre de 2008 presentó al Museo de la Acrópolis en Atenas en préstamo de los Museos Vaticanos una escultura fragmentaria proveniente del friso del Partenón.
Se retiró del servicio de la Santa Sede el día 16 de abril de 2009 al llegar al límite de edad para ese servicio.